# Alterlaa (metropolitana di Vienna)
Alterlaa è una stazione della linea U6 della metropolitana di Vienna situata nel 23º distretto. 

## Storia
La stazione è stata inaugurata il 15 aprile 1995 come parte del prolungamento della linea metropolitana U6 da Bahnhof Meidling. In precedenza, fin dal 1979 era usata come fermata della linea tranviaria 64, sul cui percorso è stato realizzato il nuovo ramo della metropolitana.
A causa della scarsa frequenza del ramo sud della U6, fino a metà maggio 2020 la stazione di Alterlaa era capolinea per un treno su due nelle ore di punta del mattino e del pomeriggio nei giorni lavorativi, tranne il sabato. Dall'11 maggio 2020 tutti i treni proseguono fino a Siebenhirten, ad eccezione delle ore serali dei giorni feriali.

## Descrizione
La stazione è realizzata in posizione sopraelevata su Anton-Baumgartner-Straße, a ovest della Altmannsdorfer Straße e a sud del torrente Liesingbach.
A nord-ovest della stazione si trovano il quartiere residenziale Alterlaa, il più grande complesso abitativo non comunale dell'Austria, e il centro commerciale Alterlaa. A sud-ovest della stazione si trovano il deposito e l'officina di manutenzione di Rößlergasse, dove vengono parcheggiati parte dei treni della linea U6. 

## Ingressi
- Anton-Baumgartner-Straße